# Книга знань про всі королівства

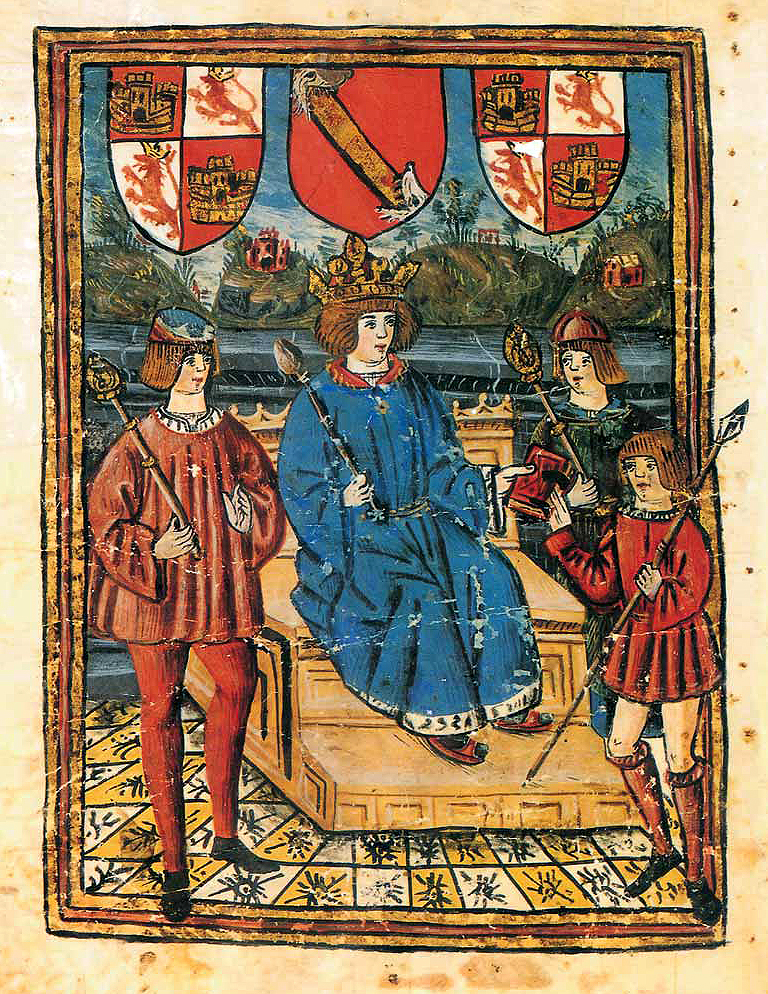
Титульна сторінка списку «Z» (Баварська державна бібліотека).

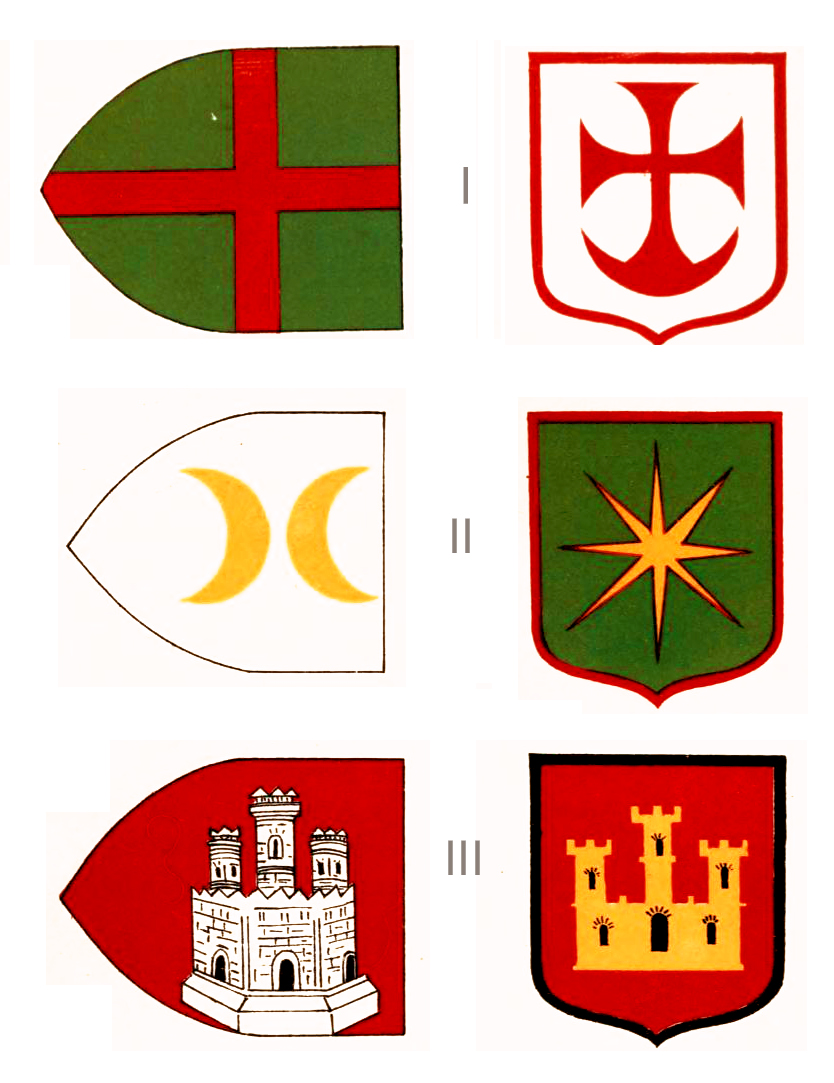
«Руські» герби

Герб Леона (Львова): в срібному полі щита червоний лапчатий чотирираменний хрест над червоним півмісяцем ріжками догори.

Прапор Леона (Львова): на зеленому тлі чотирираменний червоний хрест.

«Книга знань про всі королівства» (Libro del Conosçimiento de todos los rregnos) — середньовічний кастильський гербовник у жанрі уявного тревелогу. Складений анонімним автором, католицьким ченцем, між 1350 і 1385 роками. Містить короткий опис країн Європи, Азії та Північної Африки. Розповідь ведеться від першої особи. Зберігся у чотирьох списках «Z», «N», «R» та «S», які зберігаються в Британській бібліотеці, Баварській державній бібліотеці та Національній бібліотеці Іспанії. Один зі списків XIV має ілюстрації, виконані арагонським художником.

## Назва
- «Книга знань про всі королівства, землі й володіння, що є у світі, а також герби і знаки кожної землі й володіння, або королів й володарів, що керують ними»
- Libro del conosçimiento de todos los reynos y tierras y señoríos que son por el mundo, et de las señales et armas que han cada tierra y señorío por sy y de los reyes y señores que los proueen

## Опис
До наших днів цей твір дійшов у 4 списках останньої чверті XV століття. За цими списками 1871 року в Мадриді іспанський географ Маркос Хіменес де ля Еспада зробив перше й єдине на сьогодні критичне видання цієї книжки.
Про анонімного автора цього географічного трактату відомо мало — лише рік і місце його народження: 1304, Севілья.
Автор здійснює уявну подорож по всіх відомих тоді країнах світу — від Піренеїв і Скандинавії до Китаю та острова Ява. Автор користувався багатьма документами, що відображали діяльність італійських купців, католицьких ченців, дипломатів тощо. Отже, в його книзі відображено події до 1340 року.
Польський дослідник, що досліджував уривок, присвячений Польщі й Чеському королівству, датував його 1300–1306 роками. Основою для такого датування була згадка в описі Чеського королівства польських міст Гнєзно, Познані й Серадзя (чеський король Вацлав II 1300 року заволодів Великопольщею; «Пржемисловичі» тримали ці землі до 1306 р.).
Повністю перекладалася англійською та італійською мовами. Маленькі уривки перекладалися польською та українською мовами.
Український дослідник В.Б.Білінський вважає, що ця "Книга знань..." була написана у 1323...1349 роках.

## Цікаві факти
- У «Книзі» згадується Руське королівство. Воно розташоване на схід від Польщі й називається королівством Львівським (Leon)[3][4]. Німці звуть його Люнбреком (Lunbrec)[4][5]. Це королівство має 5 великих міст: Львів (Leon), Київ (China / Chiva), Володимир (Basadino), Турів (Trues) і Сівер (Çever)[4]. Королівство межує із Romania (Візантією) та Швабським королівством (Suava / Suana)[3][4]. Львівський король має за прапор зелений стяг із червоним хрестом[5][6]. На окремих таблицях вказано львівський герб — червоний хрест-якір. Цей самий герб зустрічається в «Каталанському атласі» 1375 року як герб Польщі. Зелені прапори із цим гербом стоять на карті у Львові й Кракові, позначаючи межі Польського королівства.
- У «Книзі» згадується Русь під назвою великої країни «Роксія» (Roxia)[7]. Землі Русі лежать на захід від Танаїса (Дону). Столицею цієї країни є місто Ксорман (Xorman), скоріш за все — це перекручена татарська назва Києва: Манкерман (Великий город, татарською) -> Magraman (Італійською) -> Xorman, що одночасно є столицею окремого королівства Ксорман[3][8].
- На півночі розташована інша велика країна Скіфія (Sicçia), столицею якої є Новгород (Nogarado)[7][9]. Король цієї країни має червоний прапор із білим замком[7].
- Між Xorman та Silvana (Семиграддям) розташована Maxar[3] (скоріш за все — це Велике Поділля, до якого входила майбутня Молдова). Її прапор пурпуровий із зірками[3].
- На півночі також є область під назвою Sebur {Сибирь?}. І в ній єсть великий город под назвою Castrama {Кострама?}, й він є столиця королівства Sabur. Й це королівство оточено зо всіх боків двома ріками: рікой Tyr та рікой Tanay. {Волго – Окськое межріччя?} Й її король має символ : білий прапор з емблемою імператора Сараю.
- Біля Sebur-а є місто  Rastaor {Ростов?}

## Видання
- Book of the Knowledge of All the Kingdoms, Lands, and Lordships that are in the World / translated by C. Markham. — London, 1912.
- El libro del conoscimiento de todos los reinos = The book of knowledge of all kingdoms (1999)